# فرانچسکو برتوچولی
فرانچسکو برتوچولی (ایتالیایی: Francesco Bertuccioli) تدوین‌گر اهل ایتالیا است. او در فیلم آن میل عجیب (۱۹۷۹) به کارگردانی انتسو میلیونی همکاری داشته است؛ همچنین در فیلم‌های گوتیکی مانند معشوق شیطان به کارگردانی پائولو لومباردو؛ و لباسی سفید برای ماریاله (۱۹۷۲) به کارگردانی رومانو اسکاولینی نیز فعالیت کرده است؛ و در فیلم‌های جنایی همچون درنده با مسلسل (۱۹۷۷) همراه با آدالبرتو چکاره‌لی و آرماندو برتوچولی نیز کار کرده است.
از فیلم‌هایی که وی در آن‌ها نقش داشته است، می‌توان به بخند قبل از مرگ، برهنه برای قاتل و بیست گام تا مرگ اشاره نمود.